# Shaban Idd Chilunda
Shaban Idd Chilunda (Región de Mtwara, Tanzania; 20 de julio de 1998) es un jugador de fútbol tanzano. Juega de delantero.

## Trayectoria
El joven atacante es considerado una firme promesa del fútbol de Tanzania, formado en el Azam FC, donde en la temporada 2017-18 fue reconocido como uno de los mejores delanteros del país, proclamándose máximo goleador de la Copa de Clubes de la CECAFA (CECAFA Kagame Cup 2018), tras convertir ocho tantos en cinco partidos.
En agosto de 2018, su club de origen, Azam FC, permitió al delantero internacional llegar como cedido durante dos temporadas al Tenerife de la Segunda División de España, hasta junio de 2020. El 1 de junio de 2019, el Tenerife rescindió el contrato de Chilunda.

## Clubes
| Club            | País     | Año         |
| --------------- | -------- | ----------- |
| Azam FC         | Tanzania | 2017 - 2018 |
| Tenerife        | España   | 2018 - 2019 |
| Izarra (Cedido) | España   | 2019        |